# Rob Ramage
George Robert „Rob“ Ramage (* 11. Januar 1959 in Byron, Ontario) ist ein ehemaliger kanadischer Eishockeyspieler, -trainer und -scout sowie derzeitiger -funktionär, der im Verlauf seiner aktiven Karriere zwischen 1975 und 1994 unter anderem 1128 Spiele für die Colorado Rockies, St. Louis Blues, Calgary Flames, Toronto Maple Leafs, Minnesota North Stars, Tampa Bay Lightning, Canadiens de Montréal und Philadelphia Flyers in der National Hockey League sowie 80 weitere für die Birmingham Bulls in der World Hockey Association auf der Position des Verteidigers bestritten hat. Seine größten Karriereerfolge feierte Ramage, der im NHL Entry Draft 1979 als Gesamterster von den Colorado Rockies ausgewählt worden war, mit dem Gewinn des Stanley Cups, den er sowohl im Jahr 1989 mit den Calgary Flames als auch 1993 mit den Canadiens de Montréal gewann. Seit Sommer 2017 ist er als Director of Player Development bei seinem Ex-Team Canadiens de Montréal tätig.

## Karriere
In der Juniorenmannschaft der London Knights, in der Ontario Hockey Association ragte Ramage sowohl wegen seiner robusten Spielweise als auch wegen seiner offensiven Fähigkeiten heraus. Im Team standen auch weitere zukünftige NHL-Größen wie Dino Ciccarelli, Pat Riggin und Brad Marsh.
Nachdem die World Hockey Association die Altersgrenze gesenkt hatte, lockte ihn das schnelle Geld und so verbrachte er sein letztes Jahr, bevor er für die NHL gedraftet werden konnte, bei den Birmingham Bulls in der WHA. Die WHA war in ihrer Saison 1978/79 schon finanziell angeschlagen und so setzte man nicht mehr auf teure Stars, sondern auf junge talentierte Spieler. Mit Ramage spielten in Birmingham auch zukünftige NHL-Stars wie Rick Vaive, Michel Goulet, Craig Hartsburg und sein Teamkollege aus London, Pat Riggin. Ramage spielte eine ordentliche Saison und wurde so von den Colorado Rockies beim NHL Entry Draft 1979 als „First Overall Draftpick“ ausgewählt.
In Colorado war das Team im Umbruch und die Erwartungen, die man in den jungen Verteidiger steckte waren riesig. Ramage war dieser Situation nicht gewachsen. Nach drei Spielzeiten bat er um einen Wechsel. Das Team zog nach New Jersey um und war bereit ihn für ein Draftrecht in der ersten Runde ziehen zu lassen. Die St. Louis Blues waren bereit diesen Preis zu zahlen und gaben ein Draftrecht, mit dem sich die New Jersey Devils später John MacLean holten, ab.
Bei den Blues kümmerte sich Coach Barclay Plager persönlich um die Weiterentwicklung des immer noch ungeschliffenen Ramage und dies gelang ihm auch erfolgreich. Der Verteidiger entwickelte sich zu einem Spezialisten für das Unterzahlspiel und wurde die feste Größe in der Verteidigung, die man sich ursprünglich in Colorado versprochen hatte.
Zum Ende der Saison 1987/88 bot sich die Chance für die Blues Brett Hull aus Calgary zu holen und Ramage war gemeinsam mit Rick Wamsley der Preis, den man zu bezahlen hatte. Bei den Calgary Flames war man mit Spielern wie Al MacInnis und Gary Suter an der blauen Linie schon stark besetzt, und er musste sich so in die bestehende Hierarchie einordnen. Als Lohn gewann er in der Saison 1988/89 den Stanley Cup.
Die folgenden Jahre waren von zahlreichen Wechseln gekennzeichnet. Nach zwei Spielzeiten mit den Toronto Maple Leafs schützen ihn diese nicht beim NHL Expansion Draft 1991. Die Minnesota North Stars nutzen die Gelegenheit und holten ihn zu sich. Schon ein Jahr darauf war es der nächste Expansion Draft, der ihn zu den Tampa Bay Lightning brachte. Dort beendete er nicht einmal seine erste Saison und wurde im März an die Canadiens de Montréal abgegeben, mit denen er im Juni seinen zweiten Stanley Cup gewann. Nach sechs Spielen in der folgenden Saison mit den Canadiens ging seine Reise weiter zu den Philadelphia Flyers. Nach 16 Spielen mit den Flyers beendete er seine Karriere.
Nach einigen Jahren als Fernsehkommentator für die St. Louis Blues nahm Ramage in der Saison 2011/12 einen Assistenztrainerposten bei den London Knights aus der Ontario Hockey League an, die er aber nach einem Jahr wieder verließ. Der Kanadier arbeitete im Anschluss zwei Jahre lang als Scout bei den St. Louis Blues. Zur Spielzeit 2014/15 wurde er als Development Coach von den Canadiens de Montréal verpflichtet. Nach drei Jahren im Amt wurde er zum Spieljahr 2017/18 zum Director of Player Development befördert.

### Verkehrsunfall mit Todesfolge
Am 15. Dezember 2003 war er auf der Rückfahrt von der Beerdigung seines Bekannten Keith McCreary in einen folgenschweren Verkehrsunfall verwickelt, bei dem Keith Magnuson, der ehemalige Mannschaftskapitän und Trainer der Chicago Blackhawks, ums Leben kam. Als Fahrzeugführer musste er sich im September 2007 in fünf Anklagepunkten vor Gericht verantworten. Wenige Wochen später, im Oktober 2007, wurde Ramage in allen Anklagepunkten für schuldig befunden.

## Erfolge und Auszeichnungen
| - 1978 Max Kaminsky Trophy (gemeinsam mit Brad Marsh) - 1978 OMJHL First All-Star Team - 1979 WHA First All-Star Team - 1981 Teilnahme am NHL All-Star Game - 1984 Teilnahme am NHL All-Star Game | - 1986 Teilnahme am NHL All-Star Game - 1988 Teilnahme am NHL All-Star Game - 1989 Stanley-Cup-Gewinn mit den Calgary Flames - 1993 Stanley-Cup-Gewinn mit den Canadiens de Montréal |

### International
- 1977 Silbermedaille bei der Junioren-Weltmeisterschaft
- 1978 Bronzemedaille bei der Junioren-Weltmeisterschaft

## Karrierestatistik

### International
Vertrat Kanada bei:
- Junioren-Weltmeisterschaft 1977
- Junioren-Weltmeisterschaft 1978
- Weltmeisterschaft 1981

(Legende zur Spielerstatistik: Sp oder GP = absolvierte Spiele; T oder G = erzielte Tore; V oder A = erzielte Assists; Pkt oder Pts = erzielte Scorerpunkte; SM oder PIM = erhaltene Strafminuten; +/− = Plus/Minus-Bilanz; PP = erzielte Überzahltore; SH = erzielte Unterzahltore; GW = erzielte Siegtore; 1 Play-downs/Relegation; Kursiv: Statistik nicht vollständig)